# Rossomahaar
«Rossomahaar» — русская блэк-метал-группа из Москвы, основанная в 1995 году.
Группа сделала свою демо запись Grotesque в 1997 году, но из-за разногласий среди музыкантов Rossomahaar не получила дальнейшего развития. Первый альбом группы вышел на молодом и малоизвестным лейбле More Hate Productions и был распродан тиражом 5000 экземпляров, что послужило стимулом для дальнейшего развития группы.

## История

### 1995—2001
Музыкальный коллектив Rossomahaar был образован в начале 1995 года, когда гитарист Лазарь и ударник/вокалист Влад начали создавать музыку в направлении блэк-метал. Впоследствии этот материал вошёл на демо-альбом Grotesque. Сама же группа Rossomahaar возникла как сторонний проект указанных музыкантов, основной группой которых была Stonehenge. Поэтому репетиции проекта были достаточно редки. Но, тем не менее, в августе 1997 года был записан демо-альбом Grotesque (впоследствии в 1999 году демо было издано лейблом Rest in Peace Productions в формате MC, а вкладка к релизу содержала слоган Unholy Aryan Black Metal), который и послужил толчком к дальнейшему развитию группы. После записи, деятельность Rossomahaar была несколько приостановлена, пока Лазарь в начале 1998 года не познакомился со Stalhammar — главным редактором интернет-журнала Vae Solis, посвящённого метал-андерграунду. Таким образом Stalhammar, послушав демозапись, убедил Лазаря в большом потенциале этого проекта и деятельность Rossomahaar продолжилась.
Уже к концу года подобрался полноценный состав в лице: Лазарь — гитара, вокал; Ixxaander — гитара; Князь — бас и Sigizmund — ударные. Stalhammar же стал автором лирики и концептуальным вдохновителем группы. Уже в апреле коллектив направился в студию CDM Records для записи дебютного альбома Imperium Tenebrarum, который был издан тогда ещё молодым лейблом More Hate Productions. По сравнению с демозаписью альбом приобрёл немалую толику мелодизма. Альбом имел большой успех для дебюта как группы, так и выпускающего лейбла (было продано около 5 тысяч экземпляров релиза), а следующий 2000 год прошёл в активной концертной форме. Но, однако, в 2000 году группу покинули ударник Сигизмунд и гитарист Ixxander. В итоге Rossomahaar теперь состоял из Лазаря и Князя. Но подобные обстоятельства не остановили музыкальной деятельности коллектива и, подыскав нового ударника в лице Yanarrdakh, летом 2001 года группа в той же CDM Records готовит второй альбом Quaerite Lux in Tenebris. Альбом продолжил как музыкальную, так и концептуальную линию Imperium Tenebrarum.

### 2002 — наши дни
В 2002 году коллектив активно концертирует поддерживая новый музыкальный альбом. Параллельно концертам в Москве записывается «живой» музыкальный альбом Live and Die in Moscow. В начале 2003 года участники готовят запись третьего по счёту альбома под названием Regnum Somni, в музыкальном плане ставшим новаторским по сравнению с предыдущими: на альбоме полностью отсутствовали клавишные инструменты, взамен же им были задействованы духовые. Для записи в качестве сессионных музыкантов были приглашены участники московской ска-панк-группы Necondition Илья «gamchik» (саксофон) и Владимир (тромбон). По окончании записи из группы уходит ударник Yanarrdakh, на место которого приходит Влад. Летом 2004 года уже готов очередной альбом A Divinity for the Worthless, а два года спустя сингл Moscow - The Sanguine Reign of Terror.

## Состав

### Действующие участники
- Руслан «Kniaz» Оганян — бас-гитара (Аркона, Nargathrond, Stonehenge)
- Сергей «Lazar» Атрашкевич — гитара, вокал, клавишные (Аркона, Nargathrond, Stonehenge, Der Gerwelt)
- Влад «Artist» Соколов — ударные (Аркона, Nargathrond)

### Бывшие участники
- Алекс «Ixxaander» Кантемиров — гитара, вокал (Tales of Darknord, Der Gerwelt, Katar, Stonehenge)
- Михаил «MAIDEN» Смирнов — клавишные (Eshelon, Mental Home)
- Sigizmund — ударные (Eshelon, Mental Home)
- Роман «Yanarrdakh» Панков — ударные (2002—2003) (Дом Мясника, Atra Mustum, Der Gerwelt, Blackcrowned, Вал’кирия, Aventail)
- Владислав «Vlad» Грицкевич — вокал/ударные (Stonehenge)

## Дискография
- 1997 — Grotesque (демо)
- 1999 — Imperium Tenebrarum
- 2002 — Quaerite Lux In Tenebris…
- 2003 — Live And Die In Moscow (концертный альбом)
- 2003 — Regnum Somni
- 2004 — A Divinity For The Worthless (сборник)
- 2006 — Moscow (The Sanguine Reign of Terror) (EP)
- 2007 — The Sanguine Live in Terror (DVD)
- 2010 — Moscow (The Sanguine Reign of Terror) — II (EP)
- 2010 — The Reign Of Terror
- 2018 — Isaiah 14:12 (сингл)